# Joan Frank Charansonnet
Joan Frank Charansonnet (La Vall de la Santa Creu (El Port de la Selva), Alt Empordà, 17 de juliol de 1971) és un actor i director de cinema català.

## Filmografia

### Actor
- Barcelona (1994)
- No pronunciarás el nombre de Dios en vano (1999)
- Buñuel y la mesa del rey Salomón (2001)
- Dorogaya Masha Berezina (2005), sèrie de televisió
- Próxima (2007)
- El cor de la ciutat (2008 i 2009)
- Trois baisers et 1000 de plus (2007)
- Llaços trencats (2008)
- Acusados  (2009)
- La Riera (2011)
- Ushima Next (2011)
- Regression Post Panic Film (2011)
- Insensibles (2012)
- Kubala, Moreno i Manchon (2014)
- Cuéntame cómo pasó (2015)
- Pàtria (2017)
- Terra de telers (2020)
- Dime quien soy (2021)
- Lagunas, la guarida del diablo (2022)
- La teoria dels cossos (2023)
- L'home dels nassos (2023)
- El rei Peret (2023)
- El Cas Àngelus, la fascinació de Dalí (2024)

### Director
- Ushima Next (2011)
- Regression Post Panic Film (2011)
- Anima, una vida poètica traïda per la tragèdia (2014)
- Doctrina: el pecat original i la reinserció (2016)
- Pàtria (2017)
- Terra de telers (2020)
- El Cas Ángelus, la fascinació de Dalí (2023)